# Ideye Brown
Ideye Aide Brown (Yenagoa, 10 de outubro de 1988) é um futebolista nigeriano que atua como atacante. Atualmente defende o Málaga.

## Carreira
Brown começou a carreira no Bayelsa United.

## Títulos
Nigéria
- Campeonato Africano das Nações: 2013